# Zdeněk Chovanec
Zdeněk Chovanec López (Puerto la Cruz, 9 de outubro de 2004) é um automobilista tcheco-venezuelano.

## Carreira

### Campeonato de Fórmula 3 da FIA
Em agosto de 2021, Chovanec foi contratado pela Charouz Racing System para a disputa das últimas três rodadas do Campeonato de Fórmula 3 da FIA de 2021, após a saída de Reshad de Gerus da equipe. Chovanec estava originalmente competindo com equipe Double R Racing no Campeonato de Eurofórmula Open de 2021. Ele competiu sob uma licença portuguesa.
Chovanec também competiu pela Charouz em seu retorno à Fórmula 3 na temporada de 2022 para a disputa da rodada de Silverstone, substituindo Lirim Zendeli. Ele permaneceu para a rodada de Spielberg,  onde na corrida longa se envolveu em um acidente com o companheiro de equipe Francesco Pizzi, quando o italiano tirou Chovanec da corrida. No entanto, para a rodada de Budapeste, Chovanec foi substituído por Christian Mansell. bChovanec terminou a temporada em 40º e último lugar na classificação geral sem marcar nenhum ponto.